# Tęcznik złocisty
Tęcznik złocisty, tęcznik dołkowany, liszkarz dołkowany (Calosoma auropunctatum) – owad z rzędu chrząszczy. Jeden z występujących w Polsce biegaczowatych, osiąga długość 20–30 mm. Wierzch ciała czarny z miedzianobrązowym połyskiem, na pokrywach złociste lub złocistozielone dołeczki. Tęcznik złocisty żyje w na słabo zarośniętych nieużytkach, piaszczystych polach i suchych łąkach. Gatunek występuje w środkowej i południowej Europie, zachodniej Azji i północno-wschodniej Afryce. W Polsce spotykany na terenie większości kraju z wyjątkiem części południowej. Tęcznik złocisty jest chrząszczem drapieżnym.